# Настасиевка (Винницкая область)
Настасиевка (укр. Настасіївка) — посёлок, входит в Жмеринский район Винницкой области Украины.
Население по переписи 2001 года составляло 37 человек. Почтовый индекс — 23153. Телефонный код — 04332. Занимает площадь 0,156 км². Код КОАТУУ — 521082806.

## Местный совет
23153, Вінницька обл., Жмеринський р-н, с. Кацмазів, вул. Жовтнева